# دنیس (ماساچوست)
دنیس، ماساچوست
دنیس(به انگلیسی: Dennis) شهرکی در شهرستان بارنستبل ایالت ماساچوست می‌باشد که در سال ۱۷۹۳ بنیان‌گذاری شده‌است. این شهرک در سرشماری سال ۲۰۱۰ میلادی، ۱۴٬۲۰۷ نفر جمعیت داشته‌است.